# Hipertròfia ventricular
La hipertròfia ventricular (HV) és l'engrossiment de les parets d'un ventricle (cambra inferior) del cor. Tot i que la hipertròfia ventricular esquerra (HVE) és més freqüent, també es pot produir una hipertròfia ventricular dreta (HVD) o d'ambdós ventricles.
La hipertròfia ventricular pot derivar de diversos trastorns, tant adaptativa com desadaptativa. Per exemple, es produeix en el que es considera un procés fisiològic i adaptatiu durant l'embaràs en resposta a l'augment del volum sanguini; però també pot ocórrer com a conseqüència de la remodelació ventricular després d'un atac de cor. És important destacar que la remodelació patològica i fisiològica implica diferents vies cel·lulars al cor i dona lloc a diferents fenotips en l'aparença macroscòpica de la hipertròfia.